# Guo Qianqian
Dans ce nom chinois, le nom de famille, Guo, précède le nom personnel Qianqian.
Guo Qianqian (née le 13 août 1999 à Jinan) est une athlète handisport chinoise participant pour la Chine aux épreuves handisports du 100 m et du 200 m en catégorie T35. Elle est médaillée d'argent aux jeux para-asiatiques de 2022 à Hangzhou en catégorie T11 au 100 m et au 200 m. Elle l'est également dans ces deux épreuves à la fois aux championnats du monde d'athlétisme handisport 2023 de Paris et aux 2024 de Kobe.
Aux Jeux paralympiques d'été de 2024 de Paris, elle obtient, là aussi une médaille d'argent à ces deux épreuves du 100 m et 200 m. Dans ces deux finales, elle arrive deuxième derrière sa compatriote Zhou Xia. Au 100 m ainsi qu'au 200 m, elle devance l'indienne Preethi Pal ce qui fait que le podium de ces épreuves en T35 est le même,.